# Соловьёвское (Ярославская область)
Соловьёвское — деревня Огарковского сельского поселения Рыбинского района Ярославской области .
Деревня расположена на федеральной автомобильной дороге Р104 на участке Рыбинск — Пошехонье. непосредственно севернее ответвления от трассы дороги к центру Арефинского сельского поселения селу Арефино. Это самая южная и близкая к городу Рыбинск деревня Огарковского сельского поселения. Деревня имеет единственную улицу, совпадающую с дорогой. Она стоит в окружении лесов в 1 км севернее реки Харенец, впадающей в Рыбинское водохранилище, берег которого находится примерно в 2 км к западу от Соловьёвского. Примерно в 3 км к юго-востоку от Соловьёвского, за рекой Харенец расположено село Староселье, расположенное уже в Назаровском сельском поселении .
На 1 января 2007 года в деревне числилось 95 постоянных жителей. Почтовое отделение, расположенное в Волково, обслуживает в деревне 29 домов.